# 인신론
인신론(人神論)은 인간과 신(神)을 동일시하거나 인간을 신격화하는 철학적·종교적 관점을 말한다. 인신론에는 Anthropotheism, Theanthropism라는 2가지 관점이 있다.

## Anthropotheism
신을 인간화하는 종교적 관점이다. Anthropo(인간) + Theism(유신론)
유대교, 기독교, 사탄교, 신토, 이슬람교, 힌두교 등 대부분 종교의 신들과 고대 그리스·로마 등 신화에 등장하는 신들이 인간의 형상을 하므로 인신론에 속한다.
신이 인간을 자신의 형상으로 창조했다는 주장은 신을 인간화시켜 인간과 신을 같은 종(種)으로 동일시한 것이다.
비슷한 의미로 신인동형론(Anthropomorphism), 신화 사실설(Euhemerism)이 있다.
교주나 교황을 신격화하는 것을 신인합일(Theosis)이라고 한다. 사이비 기독교, 동방 정교회 등 일부 인신론 종교에서는 신의 은총을 통해 인간이 신격화/신성화 한다고 믿는다.

## Theanthropism
인간을 신격화하는 무종교·철학적 관점이다. Theo(신) + Anthropo(인간)
특정인 혹은 특정인종, 인간종(인류)만을 마치 신처럼 우월적인 존재로 여겨(신격화) 인류가 아닌 다른 지적생명체(비인간 인격체), 타인·타인종을 하찮게여기고 차별·멸시하는 태도이다.
무종교 혹은 반종교인들 중 일부는 자칭 무신론자라고 착각하는데 과학적 근거도없이 이분법적 오만함으로 인간을 모든 종 중에서 특별한 존재로 여겨 신격화하는 것은 오히려 유신론자이다.
무종교 인신론의 대표적인 예로 무종교(자칭 무신론) 국가인 소련·러시아의 스탈린·푸틴 체제, 중공의 마오주의/시진핑 체제, 북괴의 김씨왕조 주체사상, 일부 유명인에 대한 우상화가 있다.
이들 무종교인 중 일부는 종교적 인신론자들처럼 영혼같은 인간의 육체안에 뭔가 특별한 것이 있다고 망상하기도 한다. 이를 반증하는게 죽은 독재자/유명인 시신을 미라화하고 우상숭배 하는것이다.

## 비판
신을 인간과 결합시키거나 동일시하는 태도는 인간중심주의(인간우월주의)적이며 이는 권력욕과 유사한 오만·탐욕적인 심리에서 발생했다고 볼 수 있다.
인간이 자신 혹은 특정 인간, 자기 종/집단, 자기 종과 닮은 형상의 가상의 신을 만들어 우상숭배 혹은 우월시하는 것은 나치·일제 등 전체주의국가의 인종차별(특정 인종만 우월시) 행태와 별 차이 없으며, 이는 독재, 전쟁, 학살, 착취(노예제,강제노동), 약탈, 남획, 과소비(과식), 환경파괴(지구 온난화)의 주 원인이다.
이들은 "사람중심", "사람이 먼저다"라는 구호를 내걸어 인본주의, 인간중심주의(인간우월주의)를 내세우는데, 일부는 오만하고 욕심많은 독재자들만 신격화하고 나머지 대부분 인간은 차별해서 자유를 박탈하고 노예로 착취하기도 한다.

## 같이 보기
- 권위주의(Authoritarianism): 특정 개인이나 집단(계급, 인종, 인류 등)을 절대적 권위로 설정하는 정치적 체계.
- 무신론(Atheism): 신의 존재를 부정하는 철학적 관점. 무종교·반종교와 동일시하며 혼동하기도 하는데 이신론·범신론·불가지론적 관점이거나 인간(혹은 특정인)을 마치 신적인 존재로 우월시 여기는 인신론적인 관점도 있으므로 이 경우 무신론이 아니며 유신론에 속한다.
- 물질주의: 인간은 물리학적으로 물질이며, 생물학적으로 유인원·원숭이·포유류(짐승)·척추동물·진핵생물에 속한다.
- 범신론(Pantheism): 신이 우주 전체와 동일한 존재라고 보는 관점. 여기에 모든 인간도 포함하므로 철학적 관점의 인신론도 포함된다.
- 불가지론: 신의 존재 유무를 판단할수 없다고 보는 관점.
- 이신론(Deism): 신이 세계를 창조했으나, 이후 개입하지 않는다고 보는 관점.
- 인본주의(Humanism): 인간의 가치를 최우선으로 두는 철학.
- 칠죄종: 오만·질투·탐욕(권력욕)이 인신론의 심리와 유사하다.
- 관련 심리: 군중심리, 반지성주의, 인지부조화, 우월의식